# Tanja Handels
Tanja Handels (* 8. Oktober 1971 in Aachen) ist eine deutsche literarische Übersetzerin.

## Leben
Handels studierte Anglistik, Komparatistik und Theaterwissenschaft in Aachen, Köln, Birmingham und München und absolvierte nach einigen Jahren als Übersetzerin, Lektorin und Projektmanagerin bei der Atlas Gesellschaft für internationale Kommunikation (heute: Lionbridge) und Marketingassistentin beim Heinrich Hugendubel Verlag den Aufbaustudiengang Literarisches Übersetzen an der LMU München. Sie ist Mitglied im Verband deutschsprachiger Übersetzer literarischer und wissenschaftlicher Werke (VdÜ). Handels übersetzt Belletristik und Sachtexte aus dem Englischen.
Neben ihrer übersetzerischen Arbeit gibt Tanja Handels Workshops und Seminare.
Handels lebt und arbeitet in München und ist langjährige Erste Vorsitzende des Münchner Übersetzer-Forums.

## Auszeichnungen
- 2025: Christoph-Martin-Wieland-Übersetzerpreis für Übersetzung des Romans The Fraud (Betrug) der britischen Autorin Zadie Smith[2]
- 2023: Brockes-Stipendium des Deutschen Übersetzerfonds[3]
- 2020: Exzellenzstipendium des Deutschen Übersetzerfonds für die Übersetzung des Romans Girl, Woman, Other (Mädchen, Frau, etc.) von Bernadine Evaristo aus dem Englischen[4]
- 2019: Heinrich Maria Ledig-Rowohlt-Preis für Übersetzungen aus dem Englischen, insbesondere der Romane, Erzählungen und Essays von Zadie Smith[5]
- 2018: Übersetzerstipendium des Freistaats Bayern für Übersetzung der Essaysammlung Feel Free von Zadie Smith[6]
- 2011: Münchner Literaturstipendium für Übersetzung von Sinneswechsel - Gelegenheitsessays von Zadie Smith